# Uscio
Uscio là một đô thị ở tỉnh Genova thuộc vùng Liguria, nằm ở vị trí cách khoảng 20 km về phía đông của Genova. Tại thời điểm ngày 31 tháng 12 năm 2004, đô thị này có dân số 2.274 người và diện tích là 9,6 km².
Đô thị Uscio có các frazioni (đơn vị cấp dưới, chủ yếu là thôn làng) Calcinara and Terrile.
Uscio giáp các đô thị sau: Avegno, Lumarzo, Neirone, Sori, Tribogna.